# Дёнгель, Мелиса
Мелиса́ Дёнге́ль (тур. Melisa Döngel; род. 18 сентября 1999, Стамбул) — турецкая актриса

 театра, кино и телевидения.

## Ранние годы
Мелиса Дёнгель родилась 18 сентября 1999 года в Стамбуле (Турция) в семье турка и уроженки СССР Натальи Орловой, ныне проживающей в Севастополе. У неё есть младшая сестра — Элиф Дёнгель (род. 2004). Дёнгель обучалась актёрскому мастерству в Художественной академии Османа Ягмурдерели и актёрской мастерской Хиляль Сорал.

## Карьера
В 2015 году Дёнгель дебютировала на телевидении, сыграв эпизодическую роль в финальном эпизоде телесериала «Ничего подобного». В 2016 году она сыграла роль Севтап в телесериале «Кто из нас не любил» и роль Ниль в телесериале «Опасные улицы». С 2018 по 2019 года играла роль Дениз Челик в телесериале «Наша история».
С 2020 по 2021 год Дёнгель играла роль Джерен Башар в телесериале «Постучись в мою дверь». В 2021 году она сыграла гостевую роль Хиджран в молодости в телесериале «Неверный». В том же году она присоединилась к актёрскому составу телесериала «Любовь. Разум. Месть», в котором играла роль Чаглы Йылмаз до 2022 года, и была номинирована на премию «Золотая бабочка» в категории «Лучшая женская роль в романтическом комедийном сериале» за эту работу.

## Личная жизнь
Дёнгель говорит на турецком и английском языках, немного владеет русским языком. Она имеет двойное гражданство — турецкое и российское.
В детстве Дёнгель подверглась психологическому и физическому насилию, а также сексуальным домогательствам со стороны своего отца, который позже был признан виновным в преступлениях и приговорён к пятнадцати годам лишения свободы. По собственному признанию, она неоднократно оказывалась в больнице из-за полученных психологических и физических травм, и пыталась покончить с собой. В июле 2021 года стало известно, что Дёнгель оказалась вовлечена в судебную тяжбу против своего отца из-за опеки над своей 17-летней сестрой Элиф.

## Театральные постановки
| Год  | Русское название              | Оригинальное название      | Роль          |
| ---- | ----------------------------- | -------------------------- | ------------- |
| 2023 | «Бродвей в Стамбуле: часть 2» | Broadway in İstanbul Vol.2 | Мэрилин Монро |

## Фильмография
| Год       |    | Русское название                 | Оригинальное название                | Роль                   |
| --------- | -- | -------------------------------- | ------------------------------------ | ---------------------- |
| 2015      | с  | Ничего подобного                 | Ne Münasebet                         |                        |
| 2016      | с  | Опасные улицы                    | Arka Sokaklar                        | Ниль                   |
| 2016      | с  | Кто из нас не любил              | Hangimiz Sevmedik                    | Севтап                 |
| 2017      | с  | Госпожа Фазилет и её дочери      | Fazilet Hanım ve Kızları             | подруга Ниль           |
| 2017—2018 | с  | Элиф                             | Elif                                 | Сюрейя                 |
| 2018—2019 | с  | Наша история                     | Bizim Hikaye                         | Дениз Челик / Элибол   |
| 2019      | с  | Любовь заставит плакать          | Aşk Ağlatır                          | Джемре Балабан         |
| 2020—2021 | с  | Постучись в мою дверь            | Sen Çal Kapımı                       | Джерен Башар           |
| 2021      | с  | Неверный                         | Sadakatsiz                           | Хиджран в молодости    |
| 2021—2022 | с  | Любовь. Разум. Месть             | Aşk Mantık İntikam                   | Чагла Йылмаз / Корфалы |
| 2022      | с  | Идеальный арендатор              | Kusursuz Kiracı                      | Лейла                  |
| 2022      | с  | Между миром и мной               | Dünyayla Benim Aramda                | Джерен                 |
| 2022      | тф | Барбарос Хайреддин: Указ султана | Barbaros Hayreddin: Sultanın Fermanı | Мия де Луна            |
| 2023      | ф  | Престиж имеет значение           | Prestij Meselesi                     | Айшен                  |
| 2023      | ф  | Любовная тактика 2               | Aşk Taktikleri 2                     |                        |
| 2023      | с  | Грязная корзина                  | Kirli Sepeti                         | Айлин                  |